# Cupid Angling
Cupid Angling è un film muto del 1918. Il nome del regista non viene riportato.

## Produzione
Il film, uno dei primissimi lungometraggi girati a colori, fu prodotto dalla Douglass National Color Film Company con il sistema Douglass Color dal nome del suo inventore. Fu l'unico lungometraggio girato con questo sistema.
Le riprese del film furono effettuate in California nel Yosemite National Park, al lago Lagunitas e sul monte Tamalpais e in Wyoming, nel Yellowstone National Park.

## Distribuzione
Distribuito dalla W.W. Hodkinson, uscì nelle sale cinematografiche USA il 9 settembre 1918.